# معقر البارقي
عَمْرُو بْنُ سُفْيَانَ اَلْبَارِقِيُّ (؟؟ - 45 ق هـ  / ؟؟ - 580 م) المشهورُ بـ مُعَقِّرِ بْنِ أَوْسٍ. شاعرٌ من قبيلة بارِق، أحدُ شعراء العصر الجاهلي، من شعراء الجود المُقِلِّين، وفارسٌ من فرسان الجاهلية. تغنَّىٰ في شعرة بأمجاد قبيلتِه. وتَستشهِدُ كثير من كتب اللغة بشعر مُعَقِّرٍ؛ لاهمتية اللُّغَوِيَّة. شَهِدَ يَوْمَ جَبَلَةَ، وكان حليفَ بني نُمَيرِ بن عامر.  وله شِعرٌ في ذلك اليوم وفي غيره، وهو صاحب البيت المشهورة الذي أصبح مضرب الأمثال: 

## النسب
لقّب مُعَقِّرًا (بضَمِّ الميم، وفتحِ العين، وتشديدِ القافِ المكسورةِ) لقوله:
عمرو بن سفيان (معقر) ابن الحارث بن أوس بن حمار بن شجنة بن مازن بن ثعلبة بن كنانة البارقي بن بارق بن عدي بن حارثة بن عمرو مزيقياء بن عامر ماء السماء بن حارثة الغطريف بن امريء القيس بن ثعلبة بن مازن بن الأزد بن سبأ بن يشجب بن يعرب بن قحطان.

## يَوْمُ شِعْبِ جَبَلَةَ
كان معقر شيخاً يوم شِعب جَبَلة كبيرا أعمى ومعه ابنة له تقود به جمله. فجعل يقول لها: من أسهل من الناس؟ فتخبره وتقول هؤلاء بنو فلان، وهؤلاء بنو فلان، حتى إذا تناهى الناس قال: اهبطي، لا يزال هذا الشعب منيعا سائر هذا اليوم، وهبط. وقال معقر في يوم شعب جبلة، وما كان من أمرهم:
قصيدة (الفائية) وهي قصيدة مشهورة:
وكان معقر البارقي، في يوم شعب جبلة على فرس له فلحق هوه وقومة بـ سنان بن أبي حارثة المري، فأسره هوه وابنية هرماً ويزيد، ثم جعله كفيل نفسه فخلى سبيله، وكان سنان حين خلى عنه معقر اعطاه المواثيق بالذي جعله على نفسه (مكافاة)، وقد كان معقر اراد قتله؛ فقال له قومه بارق: اطلقه، فأنه سيد قومه، وسيد القوم لا يكذب، ولا سيما مثل سنان. وخاله في قومه وشرفه، فخلاه معقر عنه وكفله بنفسه. فلما انقضى يوم شعب جبلة، بعث المعقر اليه يطلب نعمته عند سنان بعدما انتظره فجحدها سنان، ولم يبعث اليه بشئ فقال المعقر في ذلك يهجو سنان بن أبي حارثة المري:

## المعقر وعمر بن الخطاب
ما أبرم عمر بن الخطاب رضي الله عنه أمراً قط إلا تمثل ببيت شعر معقر البارقي:

## قالوا عنه
- قال الأصمعي: إنه من فحول الشعر.
- قال الآمدي: شاعر متمكن محسن.
- قال ابن سلام الجمحي: لو زاد شيئاً من الشعر لكان فحلاُ.
- أنشد سراقة البارقي فيه بيتاً وقال:

## الوفاة
توفي نحو عام580م والصواب قبيل ذلك، توجد قرية غرب بارق اسمها المعقر سميت نسبتاً اليه ويقال إنه دفن فيها.